# حج

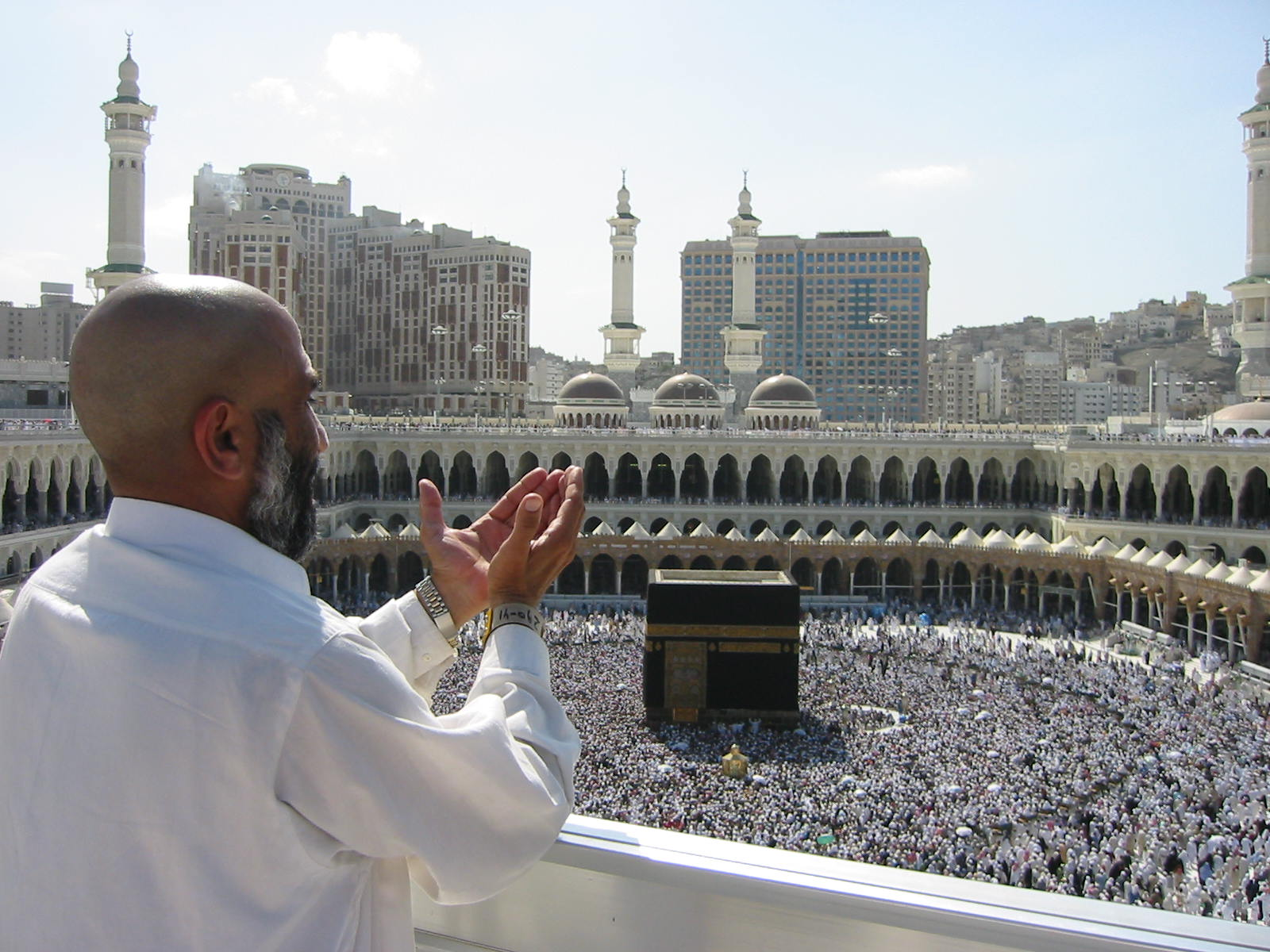

الحج لغة هو القصد والزيارة والإتيان وفي الديانات المختلفة غالبا ما يعرف بأنه رحلة طويلة أو بحث عن دلائل معنوية عظيمة، وأحيانا هو رحلة إلى مزار أو ضريح ذي أهمية أو قدسية في ديانة معينة. يمارس العديد من أتباع الديانات طقوس الحج ويسمى الشخص الذي يؤدي هذه الطقوس بالحاج.
تعريف الحج في اللغة: الحج بفتح الحاء ويجوز كسرها وهو القصد. حج إلينا فلان أي قدم وحَجَّه يحجُّه حجًّا قصده، وقال جماعة من أهل اللغة: الحج القصد لمعظّم قال سيبويه: حجَّه يحجُّه حِجًا كما قالوا: ذكره ذكرًا. والحجيج: جماعة الحاج. قال الأزهري: الحَجُّ قضاء نسك سنة واحدة، وبعض يكسر الحاء فيقول: الحِجُّ والحِجَّة. وقرئ: {وَلِلَّهِ عَلَى النَّاسِ حِجُّ الْبَيْتِ} [النساء: 97] والفتح أكثر
في مطلع القرن الواحد والعشرين الميلادي، استمرت أعداد الحجاج من أتباع الديانات عمومًا بالازدياد، وقدر عدد الحجاج القاصدين 39 موقعًا من أكثر الأماكن المقصودة للحج إلى 200 مليون زائر سنويا.